# پارک هوایی فین‌لی
پارک هوایی فین‌لی (به انگلیسی: Finlay Air Park) یک فرودگاه همگانی است که یک باند فرود چمن دارد و طول باند آن ۴۵۷ متر است. این فرودگاه در کشور کانادا قرار دارد و در ارتفاع ۴۴ متری از سطح دریا واقع شده است.